# 宮路山
宮路山（みやじさん）は、愛知県豊川市にある標高361mの山である（資料によっては標高が362mになっているものもある）。

## 概要
登山道（散策路）や駐車場などが整備されており、気軽に登れるため、豊川市の代表的なハイキングコースになっている。山頂から五井山まで稜線の縦走路があり、多くのハイカーが訪れる。コアブラツツジの群生地で、秋には紅葉が楽しめる。

## 主な施設・見どころ

### 宮道天神社
本宮（奥の院）は、山頂から少し下ったところにある。拝殿は登山口（豊川市福祉保健センター近く）の近くにあり、雨乞い祭りで有名である。

### コアブラツツジ自生地
山頂の少し手前にある。冒頭で述べたように、秋には紅葉が楽しめる場所となっている。

### 第1駐車場・第2駐車場
宮路山の中腹にある小さな駐車場である。山麓から登っていくのは辛い人や施設の整備をする人などが利用する。なお、この駐車場より上にはトイレはない。

### 山頂
山頂にはベンチなどが用意され、「宮路山聖跡」と書かれた記念碑がある。山頂はあまり広くなく、30人ほどでほぼいっぱいになる。トイレなどはない。
山頂からは三河湾、豊橋港、豊川市街、豊橋市街などを眺めることができる。

## 歴史・文化
中世には東海道の古道が山中を通っており、多くの紀行文などで記述がある（第1駐車場近くの登山道に説明板もある）。例えば菅原孝標女は、上総国（現在の千葉県）から京の都へ向かう過程で、寛仁4年10月末頃（西暦1020年11月下旬頃）に宮路山を通過し、『更級日記』の中で次のように記述している。

原文
宮路の山といふ所超ゆるほど、十月つごもりなるに、紅葉散らでさかりなり。
嵐こそ吹き来ざりけれ宮路山　まだもみぢ葉の散らで残れる
簡易現代訳
宮路山という所を越えた時は、十月末だったというのに、紅葉は散らずに真っ盛りだった。
嵐は宮路山には吹いて来ないのだなあ。まだ紅葉が散らないで残っているのだから。

以上のように、宮路山で紅葉が散らずに真っ盛りであることを驚く記述をしているが、上で触れたコアブラツツジが当時も自生しており、それを見ていたことがうかがい知れる。その他、宮路山の紅葉については、阿仏尼も『十六夜日記』の中で記述している。

## ギャラリー
- 宮路山山頂
- 山頂から豊橋市方面を望む
- 山頂の石碑
- 宮路山ハイキングコース
- 山頂近くにある宮路天神社本宮
- 宮路山の紅葉
- 登山口近くにある赤坂浅間神社

## 交通手段

### 福祉保健センター近くの登山口
- 名鉄名古屋本線の名電赤坂駅から徒歩で約20分。

### 第1・第2駐車場
以下はすべて駐車場までの所要時間。
- 名鉄名古屋本線の名電赤坂駅から徒歩で約70分。
- 名鉄名古屋本線の名電赤坂駅から豊川市コミュニティバス：音羽線「よらまい館」停留所下車、徒歩で約60分。
- 東名高速道路 音羽蒲郡インターチェンジから車で約10分。